# Alexandre Ayache
Alexandre Ayache, född 20 september 1982 i Nice, är en fransk ryttare som tävlar i dressyr.
Ayache är gift med den estländska dressyrryttaren Grete Püvi.

## Karriär
Ayache tävlade med hästen Lights of Londonderry vid ryttar-VM 2014. Vid olympiska sommarspelen 2016 i Rio de Janeiro var han det franska lagets reserv.
Ayache tävlade för Frankrike vid OS 2021 i Tokyo med hästen Zo What. Han slutade på 34:e plats individuellt i dressyr samt på nionde plats i lagtävlingen tillsammans med Morgan Barbançon och Maxime Collard.
Vid olympiska sommarspelen 2024 i Paris tävlade Ayache med hästen Jolene och slutade på 31:a plats i individuell dressyr samt på sjätte plats i lagtävlingen tillsammans med Pauline Basquin och Corentin Pottier.